# Antineutrino
En antineutrino är en antimateria-version av neutrinon och saknar liksom den elektrisk laddning och har nästan ingen massa.
Trots denna försynta men numera (2006) bevisade massiva natur, är det likväl fortfarande möjligt att neutrino och antineutrino i själva verket är samma partikel.  Hypotesens upphovsman var den italienske fysikern Ettore Majorana, efter vilken sådana majorana-partiklar fått sitt namn.
Alla hittills observerade antineutriner har högerhänt helicitet, det vill säga bara ett av de två möjliga spin-tillstånden är förverkligat. Neutrinon är däremot vänsterhänt. För masslösa eller extremt lätta spin-1/2 partiklar är helicitet det samma som  kiralitets-operatorn multiplicerad med {\displaystyle \hbar /2}.